# Hôtel de ville de Strzelce Opolskie
 (août 2021).
L'hôtel de ville de la cité polonaise de Strzelce Opolskie  (allemand : Groß Strehlitz) est situé au centre de la ville.

## Histoire
Les premières informations sur la mairie de Groß Strehlitz datent de 1581. Le 24 novembre 1754, un incendie se déclare à Groß Strehlitz, au cours duquel l'hôtel de ville est détruit. Il a été reconstruit en 1758. S'il y a eu un autre incendie le 21 juillet 1826, le bâtiment est partiellement détruit, puis complètement détruit en juin 1827.
Le bâtiment actuel de la mairie a été construit entre 1844 et 1846 selon les plans de l'architecte Roch. En 1911, sous le mandat du maire Paul Gundrum, l'hôtel de ville est partiellement reconstruit. En 1938, des travaux de rénovation sont effectués à l'hôtel de ville. En janvier 1945, la mairie a été incendiée par des soldats soviétiques et détruite dans le processus.
En mars 1945, l'administration polonaise a repris pour la première fois les tâches de l'administration de la ville, d'abord dans les usines à gaz de la ville comme alternative. L'hôtel de ville a été reconstruit selon des plans anciens et achevé en 1960.

## Littérature
- Fritz R. Barran, Landsmannschaft Silesia (éd. ) : Atlas des villes de Silésie. Rautenberg-Verlag, Würzburg 2002,  (ISBN 3-8003-3052-0), page 94 s.